# Urszula Koszutska
Urszula Magdalena Koszutska z domu Janik (ur. 5 lutego 1959 w Rudzie Śląskiej) – polska psycholog, działaczka polityczna i samorządowa, posłanka na Sejm X kadencji.

## Życiorys
W 1983 ukończyła studia psychologiczne na Uniwersytecie Śląskim. Odbyła również studia podyplomowe z psychoterapii i zarządzania w oświacie. Pracowała jako psycholog i psychoterapeuta, została dyrektorką Poradni Psychologiczno-Pedagogicznej w Zabrzu.
Wstąpiła do Platformy Obywatelskiej. W 2020 została przewodniczącą koła tej partii w Rudzie Śląskiej. W 2010 ubiegała się bezskutecznie o mandat radnej województwa. W wyborach w 2014 po raz pierwszy uzyskała mandat radnej Sejmiku Województwa Śląskiego, otrzymując 4294 głosy. Z powodzeniem ubiegała się o reelekcję w 2018 (z wynikiem 8558 głosów) i 2024 (dostała 18 503 głosy). Sprawowała funkcję wiceprzewodniczącej tego gremium.
W 2019 bezskutecznie kandydowała do Sejmu z listy Koalicji Obywatelskiej. Startowała również z ramienia KO w wyborach parlamentarnych w 2023, otrzymując 6498 głosów w okręgu katowickim. 26 czerwca 2024 złożyła ślubowanie poselskie, obejmując mandat posła X kadencji zwolniony przez wybranego do Parlamentu Europejskiego Borysa Budkę.

## Wyniki wyborcze
| Wybory | Komitet wyborczy                          | Komitet wyborczy      | Organ                                    | Okręg           | Wynik        |
| ------ | ----------------------------------------- | --------------------- | ---------------------------------------- | --------------- | ------------ |
| 2010   |                                           | Platforma Obywatelska | Sejmik Województwa Śląskiego IV kadencji | nr 5            | 4129 (2,42%) |
| 2014   | Sejmik Województwa Śląskiego V kadencji   | Platforma Obywatelska | 4294 (2,74%)                             | nr 5            |              |
| 2018   |                                           | Koalicja Obywatelska  | Sejmik Województwa Śląskiego VI kadencji | nr 5            | 8558 (4,28%) |
| 2019   | Sejm IX kadencji                          | Koalicja Obywatelska  | nr 31                                    | 3081 (0,66%)    |              |
| 2023   | Sejm X kadencji                           | Koalicja Obywatelska  | nr 31                                    | 6498 (1,23%)    |              |
| 2024   | Sejmik Województwa Śląskiego VII kadencji | Koalicja Obywatelska  | nr 5                                     | 18 503 (10,41%) |              |